# Спиллвей

Водораздельная ледниково-экзарационная ванна в сквозном троге Кокоря (верний исток р. Чуи) — Башкаус из Чуйской котловины в верховья р. Башкаус (бассейн Телецкого озера). Использовался в позднеледниковое время как спиллвей для сбросов слоя воды из Чуйского ледниково-подпрудного озера в магистральную долину стока р. Чулышман и далее по глубокому прямолинейному трогу-грабену Телецкого озера. Типичный древнеледниковый ландшафт, с заглаженными скалами и эрратическими валунами. Абсолютные отметки — более 2250 м.

Спи́ллвей (от англ. spillway) — путь (канал) грандиозного, как правило — катастрофического, сброса воды из ледниково-подпрудных озер (дилювиального потока) через низкие водоразделы, перевальные седловины (сквозные долины), а также по под- и внутриледниковым трещинам и каналам в соседние бассейны. 

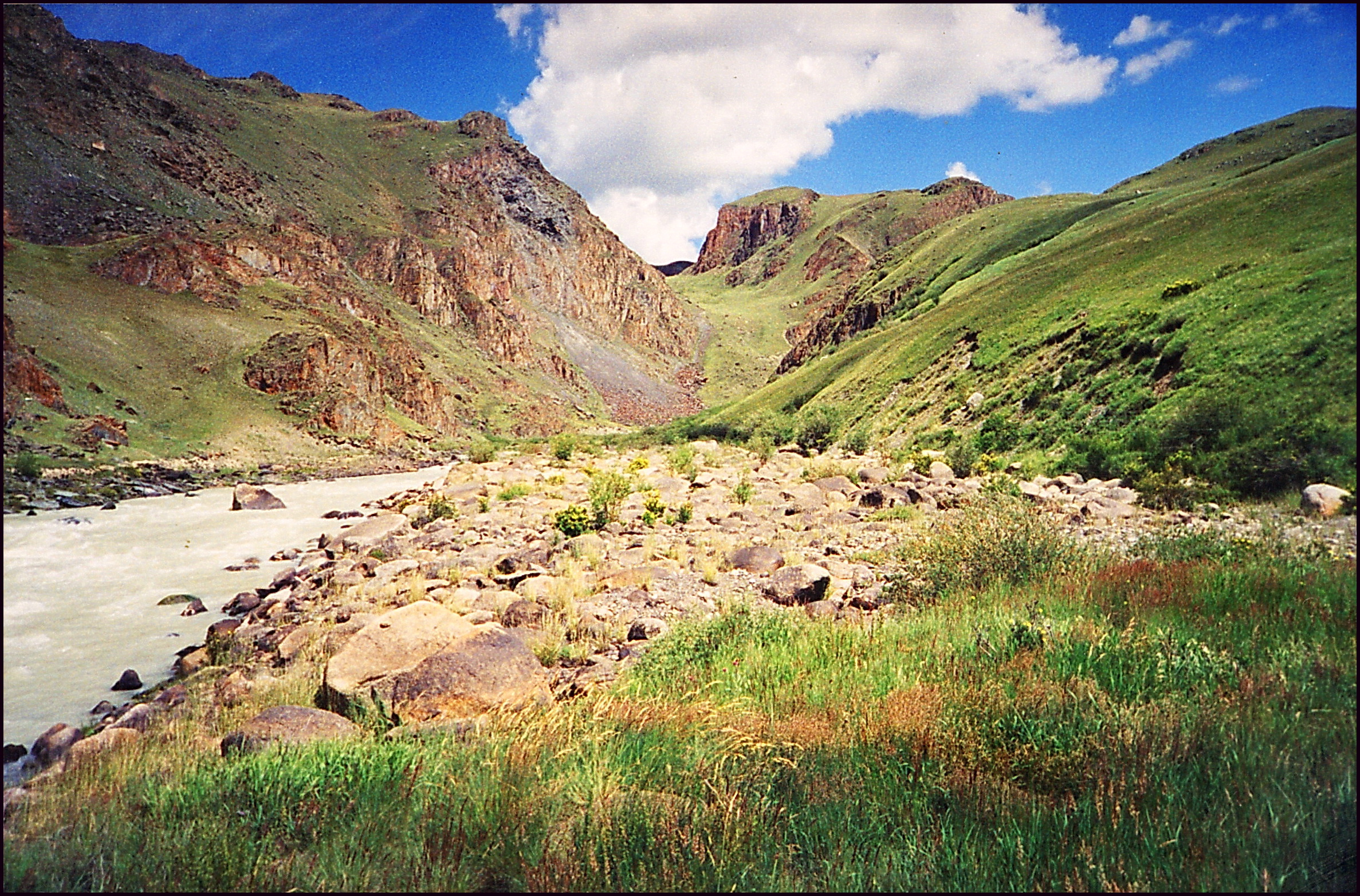
Раннеголоценовый (?) спиллвей, по которому сбрасывались ледниково-подпрудные озера из Бертекской котловины (плоскогорье Укок) в долину р. Джасатор. На переднем плане — р. Ак-Алаха.

К величайшим спиллвеям мира относится Тургайский канал стока Великих сибирских приледниковых внутриконтинентальных морей в бассейн Атлантики, Каз-Кетский спиллвей, соединявший Енисейские и Мансийское плейстоценовые ледниково-подпрудные моря.

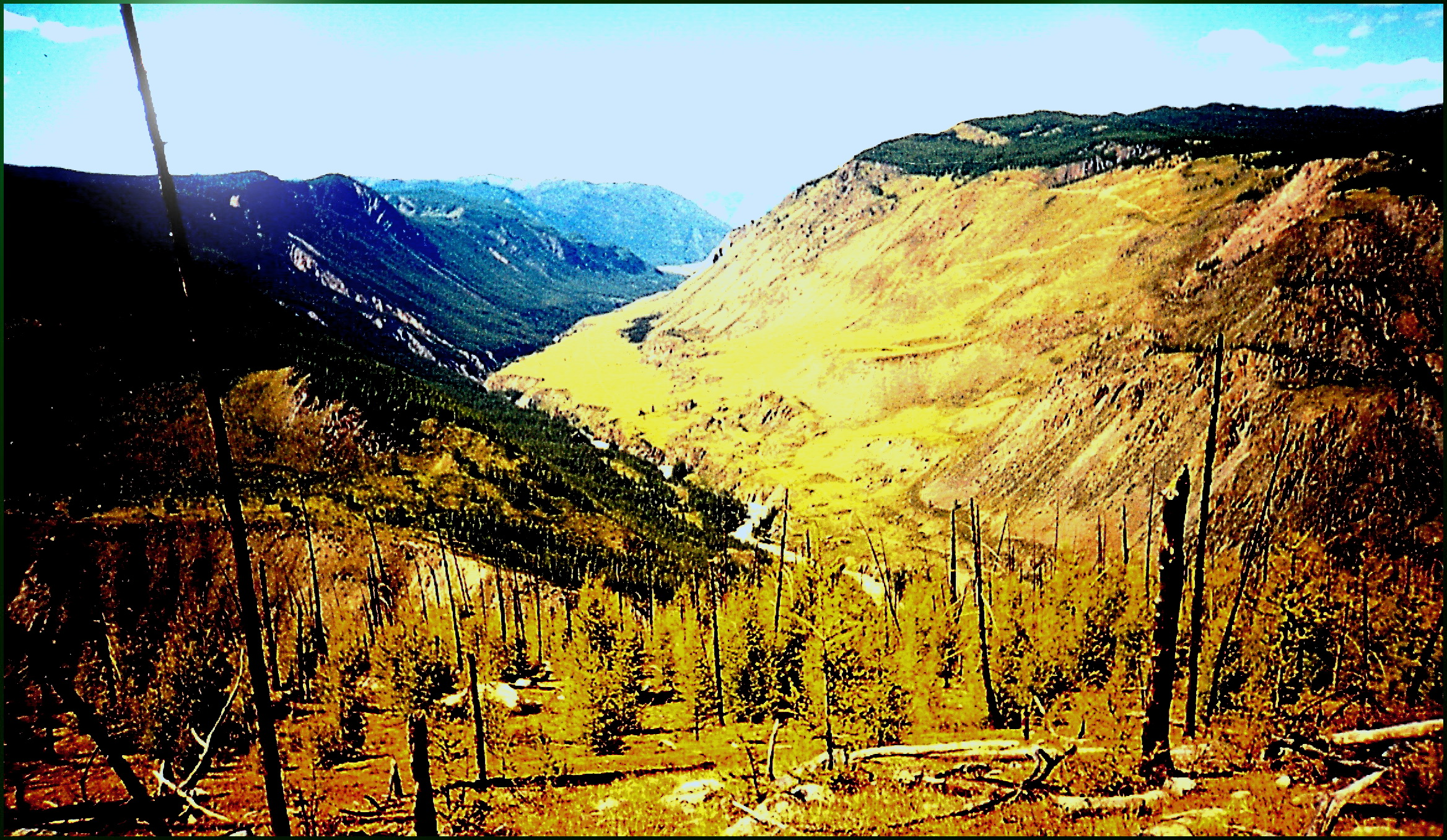
«Новая долина» р. Чуи, канал многократного сброса Чуйского и Курайского ледниково-подпрудных озер на Алтае около 13-15 тыс. лет назад.

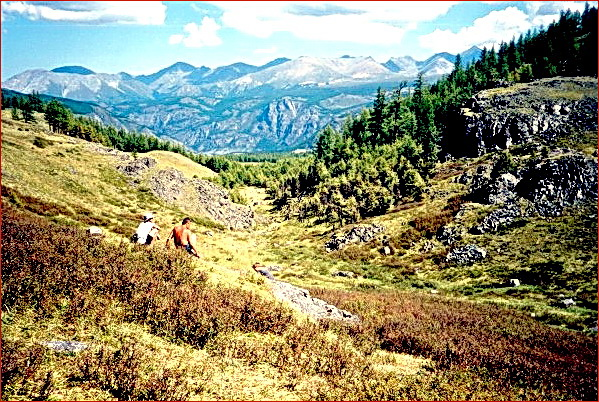
Спиллвей из впадины урочища Кара-Коль (бассейн Курайской межгорной впадины) в долину р. Чуи, Горный Алтай.

В Горном Алтае позднечетвертичные спиллвеи имеют каньонообразные, реже — узкие ящикообразные поперечные профили. Некоторые спиллвеи, например, спиллвей Кокоря-Кокорю (верхний левый исток реки Башкауса), Тобожок (правый приток верхней Чуи) — Карасу (левый исток реки Башкауса), были подготовлены потоками льда, перетекавшими в максимумы оледенения из Чуйского налёдного ледоёма в бассейн реки Башкаус.
Сквозные долины в верховьях р. Башкаус были исследованы специальными маршрутами. Было установлено, что в неглубокие (60-100 м), плоскодонные, относительно широкие (1,2 — 1,5 км) долины, прорезающие выположенную поверхность восточного окончания Курайского хребта, врезаны эрозионные ущелья, иногда очень узкие (до 10 м шириной по верхним бровкам), со ступенчатыми со стороны Башкауса продольными профилями.
О сквозном троге Тобожка в 1937 году писал Б. Ф. Сперанский, который, в частности, отмечал, что практически все притоки верхней Чуи (включая правые истоки) служили каналами стока льда из Чуйского ледоёма в долину Башкаус.
В англоязычной литературе термин «спиллвей» означает просто «водослив» и обычно требует дополнительного пояснения, о водосливе какого генезиса идет речь - glacial spillway, glacial lake spillway.
Спиллвеи являются характернейшими морфогенетическими элементами горных и равнинных скэблендов.